# Trio II
Trio II — совместный кантри-альбом американских певиц Эммилу Харрис, Линды Ронстадт и Долли Партон, изданный в 1999 году лейблом Asylum Records. Является сиквелом пластинки Trio, выпущенной певицами в 1987 году.
Проект был записан в 1994 году, но из-за организационных сложностей и разногласий между артистками вышел лишь пять лет спустя. Как и предшественник, он опирался на традиционное кантри-звучание, но теперь содержал в основном материал от современных авторов. На фоне падения популярности традиционного кантри, альбом оказался обделён вниманием кантри-радио (ни один сингл с Trio II не попал в кантри-чарты), однако востребован в формате американа и позитивно принят критикой. Видеоклип на песню «After the Gold Rush» активно ротировался и на кантри-ТВ.
Диск достиг позиций № 4 в чарте Top Country Albums и № 62 в Billboard 200. Коммерчески он стал менее успешен, чем платиновый Trio, получив по продажам золотой статус. Проект номинировался на премию «Грэмми» как «Лучший кантри-альбом» и на CMA Awards как «Вокальное событие года». Сингл «After the Gold Rush» завоевал «Грэмми» за «Лучшее совместное вокальное кантри-исполнение». Ввиду сложностей с координацией расписаний троих артисток, концертный тур в поддержку Trio II не проводился, но певицы активно продвигали свой релиз в популярных телешоу.
Альбом в итоге оказался последней студийной работой трио (их новые коллаборации практически исключены, поскольку Ронстадт больше не может петь из-за Болезни Паркинсона). Однако символическим продолжением проекта в 2016 году послужил собранный артистками бокс-сет The Complete Trio Collection, куда помимо обоих альбомов вошли неизданные ранее треки (в том числе три композиции из сессий Trio II), а также альтернативные варианты уже знакомых песен.

## Предыстория
В 1987 году Долли Партон, Линда Ронстадт и Эммилу Харрис выпустили консервативный акустический альбом Trio с упором на гармоническое пение, с давних времён являвшееся столпом традиционного кантри. Основой проекта послужила дружба трёх артисток, которые ещё с середины 1970-х годов в свободное время пели вместе ради удовольствия, а также появлялись друг у друга в альбомах. Первая попытка записать совместный лонгплей была предпринята исполнительницами в 1978 году, но из-за организационных сложностей (в частности, контрактов певиц с тремя разными рекорд-лейблами) работа застопорилась — претворить свою задумку в жизнь артистки смогли лишь спустя почти 10 лет. Пластинка Trio в итоге получилась успешной и, разойдясь тиражом в 1,8 млн копий только в США, открыла троице перспективы для выпуска продолжения.
Материал для Trio II в конечном счёте был записан в 1994 году, но выход диска задержался на пять лет. Причины такого поворота событий остались туманны и формально были связаны с трудностями в координации расписаний трёх артисток и их обязательств перед своими лейблами. Вместе с тем в прессе также появлялись сообщения о том, что поводом для консервации альбома послужили разногласия между певицами Так, Партон в 1995 году заявила, что из-за своего плотного графика не смогла бы гастролировать в поддержку Trio II и участвовать в его продвижении и потому в ходе записи просила коллег сдвинуть запланированную дату релиза альбома с осени 1994 на весну 1995. Но те не пошли ей на встречу, похоронив вместо этого весь проект, что её очень задело.
Годом позже Ронстадт рассказала, что сперва она и Харрис готовили дуэтный альбом, а Партон хотели позвать на ряд треков как гостью, но та убедила их превратить проект в трио. Затем она неоднократно не являлась в студию, ссылаясь на загруженность и обещая прийти в следующий раз. В итоге Партон успела записать свой вокал частично, хотя в остальном альбом был почти готов, а деньги и время на сессии заканчивались. На артистку махнули рукой, а её партии отдали записывать и переписывать Валери Картер и Ронстадт. Тем не менее в конце концов проект лёг на полку, а несколько треков из него («Lover’s Return», «High Sierra», «After the Gold Rush», «Feels Like Home» и «The Blue Train») Ронстадт впоследствии поместила на свой сольник Feels Like Home (1995), сохранив партии Харрис, однако убрав голос Партон. Последняя аналогично выпустила песню «Ater the Gold Rush» на собственной пластинке Treasures (1996), но без вокала Харрис и Ронстадт.
На вопрос намерены ли две другие участницы трио снова записываться с Партон, Ронстадт в 1996 году ответила: «Я не могу с ней работать. Она проявила себя как ненадёжный человек. И Эмми не хочет работать с ней, потому не чувствует, что для неё ценно то же, что ценно для нас, и настолько, насколько это ценно для нас». Тем не менее в 1999 году Trio II всё же увидел свет (вокал Картер из песен убрали, вернув партии, которые Партон успела записать пять лет назад). На этом фоне певицы рассказали, что все обиды в прошлом, их дружба прошла проверку на прочность, и они по-прежнему ощущают себя сёстрами и одной семьёй. В том же году Харрис и Ронстадт воплотили свою изначальную задумку, выпустив на пару альбом Western Wall: The Tucson Sessions, уже никак не связанный с сессиями Trio II.

## Об альбоме

### Стиль, материал, продакшн
Несмотря на все разногласия, Trio II в целом следовал той же концепции дружеских посиделок трёх певиц, что и его предшественник. Помимо гармонического пения Харрис, Ронстадт и Партон, диск вновь содержал продуманную и разнообразную подборку песен, среди которых были, например, «Feels Like Home» Рэнди Ньюмана, «Do I Ever Cross Your Mind» Партон, «Lover’s Return» Эй Пи Картера и «After the Gold Rush» Нила Янга. Последняя являлась одной из наиболее нетипичных для стилистики альбома и была включена в него по предложению Партон (хотя по жизни с Янгом дружили Харрис и Ронстадт). Аккомпанировали троице топовые нэшвиллские инструменталисты, такие как Карл Джексон, Дэвид Грисман, Лиланд Склар, Элисон Краусс и Рой Хаски-младший. Последний — знаменитый мастер контрабаса и бывший участник аккомпанирующей группы Харрис The Nash Ramblers — на момент выхода Trio II скончался. Именно его памяти артистки посвятили диск. Одной из инструментальных изюминок также проекта стало использование в «After the Gold Rush» стеклянной гармоники, на которой сыграл Деннис Джеймс.
Продюсером альбома опять выступил Джордж Массенберг, а музыкальный руководитель первого проекта, Джон Старлинг, теперь стал ассоциированным продюсером. Контекст их работы однако сильно изменился: неотрадиционализм, доминировавший в музыке кантри в эпоху оригинального Trio (1987), уже вышел из моды, уступив популярность более пресному, шаблонному и поп-ориентированному звучанию. В таких условиях релизы многих консервативных артистов попросту игнорировались мейнстримовым кантри-радио. Считая, что рекорд-лейбл в любом случае не будет пытаться продвигать грядущий диск на подобных станциях (впоследствии это оказалось не так), Массенберг при записи и микшировании Trio II решил не подстраиваться под их формат. Вместо обильной компрессии вокала и инструментов, он в итоге постарался создать в альбоме детализированное, естественное, живое и «олд-таймовое» звучание сродни первому Trio.
Тем не менее сиквел имел и ряд существенных отличий от предшественника. Стилистически вновь делая упор на олд-тайм-кантри, данная пластинка однако временами всё-таки отклонялась в атмосферный поп, с которым Харрис и Ронстадт экспериментировали на своих сольных работах того периода. Трек-лист проекта теперь состоял в основном из песен современных авторов, тексты и мелодии которых, в отличие от традиционных композиций, доминировавших в первом альбоме, не были специально предназначены для гармонического пения. По этой причине деление на основного и бэк-вокалистов в каждом конкретном треке на Trio II стало гораздо более выраженным, нежели в альбоме 1987 года. Кроме того, хотя диск формально записывался в формате трио, далеко не во всех песнях на этот раз звучали три артистки. Для некоторых композиций одна вокалистка порой исполняла сразу две из трёх партий, что в конечном счёте создавало несвойственные оригинальному проекту певческие комбинации вроде «две Ронстадт + одна Харрис», «две Харрис + одна Партон» или «две Партон + одна Харрис».
Работа над альбомом проходила в уютной загородной студии «The Site» в округе Марин. Поскольку записывать трёх певиц одновременно в этот раз не получалось, Массенберг пытался оживить звучание вокала разными средствами: от модифицированных микрофонов до тюнинга, а в процессе записи голосов Харрис и Ронстадт место периодически отсутствовавшей Партон иногда занимала Элисон Краусс. Когда проект в 1994 году лёг на полку, и треки из него стали разбираться артистками для сольных альбомов, в них менялись гармонические вокальные партии (они существовали в разных вариантах). Пять лет спустя пришлось компоновать их заново, разыскивая в студийных архивах нужные катушки и вспоминая как партии сочетались в композициях изначально. Помимо этого, одним из серьёзных вызовов стала песня «After the Gold Rush», в которой уже после записи вокала решили по этическим соображениям заменить фразу «and I felt like getting high» на «and I felt like I could cry» и переделать референс «in the 1970s» в более актуальный «in the 20th century». В итоге новые кусочки пришлось идеально подгонять под готовую дорожку.
Между тем три композиции, записанные для Trio II, в альбом не попали, однако были изданы впоследствии. Так, гимн «Softly And Tenderly» впервые появился на сборнике песен Харрис Songbird: Rare Tracks & Forgotten Gems (2007). Затем он вошёл в компиляцию The Complete Trio Collection (2016), где наконец были представлены и два других невыпущенных трека из сессий 1993—1994 года: «Waltz Across Texas Tonight» (авторства Харрис и Родни Кроуэлла) и «Handful Of Dust».

### Релиз и продвижение
Альбом Trio II вышел 9 февраля 1999 года на лейбле Asylum Records. С учётом тогдашних реалий кантри-индустрии, компания сперва не собиралась продвигать песни с этого диска на кантри-радио, а сделала ставку на раскрутку материала в формате Adult Contemporary, запустив первым синглом «High Sierra». Клипов в поддержку нового проекта снимать не планировалось — Asylum хотели возродить интерес музыкального ТВ к роликам, сделанным ещё для первого Trio. Тем не менее в свете высоких продаж Trio II, лейбл позднее изменил тактику и послал на кантри-радио сразу три сингла: «After The Gold Rush», «Feels Like Home» и «Do I Ever Cross Your Mind». Ни один из них однако не получил ротаций, достаточных для попадания в чарты. Одновременно было принято решение всё-таки снять клип для кабельных кантри-каналов вроде CMT и Great American Country — на песню «After the Gold Rush». В программе CMT Top 12 Countdown видео поднялось в итоге до строчки № 9. По числу трансляций на CMT за неделю ролик также достигал позиции № 2 в рубрике Billboard Video Monitor (составлялась по данным BDS).
Сам альбом добрался до строчек № 4 в Top Country Albums и № 62 в Billboard 200.
Хотя в конечном счёте Trio II, как и вышедший в том же году проект Харрис и Ронстадт Western Wall: The Tucson Sessions, был проигнорирован кантри-радио, он пользовался большой популярностью на станциях традиционалистского формата американа. Так, в тематическом еженедельном радио-чарте журнала Gavin Report диск поднялся до строчки № 3, а в итоговом за 1999 год занял позицию № 11. При этом коммерчески проект оказался менее успешен, чем предшественник: если Trio спустя пять месяцев с момента выхода был сертифицирован как платиновый, то Trio II почти через три года после релиза стал только золотым. Вместе с тем еженедельные продажи оригинального альбома на фоне выпуска сиквела выросли почти в 10 раз, и суммарно за первые два месяца 1999 года его реализация приблизилась к показателям за весь 1998. Не взирая на отсутствие внимания со стороны кантри-радио, Trio II получил позитивные отзывы критиков. Однако в целом он был принят прессой не так восторженно как диск 1987 года.
Из-за сложностей с координацией графиков артисток, концертный тур в поддержку альбома опять не проводился. Тем не менее Asylum обеспечили троице и проекту обширное паблисити в популярных телешоу. Таким образом в первую неделю продаж Trio II певицы появились в передачах The Tonight Show Джея Лено, Today и The Rosie O’Donnell Show. В ходе этих эфиров исполнительницы давали интервью и выступали с песнями из нового альбома, в частности, «High Sierra». В дальнейшем они аналогичным образом участвовали в программах Late Show with David Letterman, Live with Regis and Kathie Lee и Entertainment Tonight и других.

### Визуальное оформление
Ввиду плотных сольных расписаний, певицы в этот раз не смогли выделить время на фотосессии для оформления альбома. В итоге на обложке и в буклете Trio II использовались их детские фотографии. Так, Ронстадт представала на разных кадрах в белом платье для Первого причастия или в ковбойском наряде; Партон — в её знаменитом разноцветном пальто или же стоящей среди полевых цветов; Харрис — в балетной пачке или в форме участницы марширующего оркестра (с малым барабаном), а также в обнимку со своим щенком. На кадрах, украсивших обложку альбома, все три артистки были запечатлены в одном возрасте — семи лет.

## Видеоклип
В поддержку сингла «After the Gold Rush» был выпущен сюрреалистичный видеоклип, визуально стилизованный под эпоху Ренессанса. Съёмки проходили 25 марта 1999 года в старой синагоге, расположенной в нью-йоркском районе Гринвич-Виллидж. Сценаристом и режиссёром видео выступил Джим Ши, ранее сотрудничавший с Ронстадт (в 1978 году её альбом Simple Dreams с фотографией певицы на обложке, сделанной Ши, получил премию «Грэмми» за визуальное оформление).
| Год  | Название              | Режиссёр |
| ---- | --------------------- | -------- |
| 1999 | «After the Gold Rush» | Джим Ши  |

## Дальнейшая история
В 2013 году Линда Ронстадт объявила, что больше не может петь из-за Болезни Паркинсона, поэтому новые полноценные коллаборации трио маловероятны. Вместе с тем в 2016 году певицы представили собранный ими бокс-сет The Complete Trio Collection. Проект содержал альбомы Trio и Trio II целиком, а также третий диск с неизданными песнями и альтернативными вариантами знакомых композиций. В частности, в него вошли все три неизданных трека из сессий 1993—1994 года, а также не попавшие в Trio II версии песен «Do I Ever Cross Your Mind» и «Lover’s Return». В том же году Партон, Харрис и Ронстадт снялись в документальном фильме британской телекомпании BBC под названием Sisters In Country: Dolly, Linda And Emmylou, посвящённом дружбе и сотрудничеству троих артисток. Между тем суммарные мировые продажи обоих номерных альбомов трио на тот момент превысили 5 млн копий. В 2019 году певицы воссоединились на церемонии вручения Партон специальной награды «Грэмми» MusiCares Person of the Year. В 2021 году оригинальный Trio был включен в Зал славы премии «Грэмми».

## Оценки и мнения
| Оценки критиков                               | Оценки критиков |
| Источник                                      | Оценка          |
| --------------------------------------------- | --------------- |
| AllMusic                                      | [ 37 ]          |
| Encyclopedia of Popular Music                 | [ 38 ]          |
| The Los Angeles Times                         | [ 14 ]          |
| Rolling Stone                                 | [ 39 ]          |
| USA Today                                     | [ 40 ]          |
| Entertainment Weekly                          | B+              |
| Christgau's Consumer Guide: Albums of the 90s | [ 42 ]          |
| People                                        | без рейтинга    |
| Time                                          | без рейтинга    |
| The New York Times                            | без рейтинга    |
| Billboard                                     | без рейтинга    |
| The Washington Post                           | без рейтинга    |

Согласно обозревателю портала AllMusic Бекки Бёркит, альбом должен был стать алмазом, но при всём его техническом совершенстве, в том числе вокальном, результат вышел не таким гладким как хотелось, прежде всего, потому, что на диске выраженно доминирует долливудский стиль Партон. Хотя, по её словам, есть исключения: «Feels Like Home» в исполнении Ронстадт или «You’ll Never Be the Sun», спетая Харрис. Озадачивающим Бёркит назвала выбор для альбома песни «After the Gold Rush» о выживании и одиночестве в «обдолбанные 60-е» (с основным вокалом Партон), в которой строки Нила Янга о желании раздобыть веществ, изменяющих сознание, почему-то заменены словами о готовности разрыдаться. В целом альбом, по её мнению, всё же является драгоценным камнем, но вроде красивого фианита.
Критик Патрик Карр из журнала Rolling Stone констатировал, что альбом не только не превзошёл оригинальный Trio, но даже не поравнялся с ним. В отличие от Бёркит, он счёл, что на диске мало Партон в её лучшем виде, а Харрис злоупотребляет своей склонностью к коверканью текстов и широкому вибрато. Тогда как одни треки имеют органичный и прекрасный своей простотой акустический продакшн, сродни первому альбому, другие («The Blue Train» и «Feels Like Home», обе с основным вокалом Ронстадт), согласно журналисту, хоть и красивы, но звучат «душно» и совершенно неуместно. По мнению Карра, основной массе слушателей больше придётся по вкусу кристально чистотое пение Ронстадт в «Lover’s Return». Автор заключил, что хотя он и обязан был подметить все эти мелкие недочёты, но на деле «общество взаимного восхищения», коим является альбом, в свои лучшие моменты работает почти «божественно».
По мнению критика Рэнди Льюиса из The Los Angeles Times, альбом демонстрирует ту же преданность традициям в сочетании с желанием экспериментировать, что и оригинал, но у него куда меньше шансов привлечь внимание кантри-аудитории. Однако это, по словам журналиста, вина бюрократизированного кантри-истеблишмента, а не певиц, которым извиняться не за что. В подтверждение своих слов Льюис привёл их «вдохновенное» прочтение песни «After the Gold Rush», куда те прнесли «вокальные гармонии небесной красоты», фирменную искренность пения Харрис в «You’ll Never Be the Sun» и классическую кантри-роковую подачу Ронстадт на «The Blue Train» и «Feels Like Home».
Критик Ричард Харрингтон из The Washington Post написал, что альбом не соответствует ожиданиям и даже оставляет чувство дежавю, так как половина песен с него ранее выходила на сольниках Ронстадт и Партон. В итоге Trio II предлагает лишь несколько новых «жемчужин», большинство из которых выдержаны в традиционном стиле («Lover’s Return», «I Feel the Blues Movin' In», «When We’re Gone, Long Gone» и «Do I Ever Cross Your Mind»). При этом одной из причуд альбома, согласно критику, является непредсказуемость. Например, песня «After the Gold Rush», казалось бы, является прерогативой кантри-рокеров Ронстадт и Харрис, однако её томно и с придыханием поёт Партон поверх мерцающей аранжировки синтезированных струнных, сделанной Ронстадт. Остаток альбома, по мнению Харрингтона, невыразителен, и хотя безупречные, но непринуждённые вокальные гармонии трио на месте, в целом продукт получился на удивление непривлекательным.
По мнению обозревателя The New York Times Джойс Мэйнард, альбом в целом следует в русле предшественника, но вокальные гармонии на нём порой гораздо менее плотно вплетены в фактуру песен, чему виной, вероятно, материал от современных авторов. Наиболее удачными, по её оценке, вышли композиции «Lover’s Return» и «When We’re Gone, Long Gone» (что закономерно — обе написаны традиционными гармонизаторами). Отсутствие в оформлении Trio II совместных фото певиц и заметок о том, как здорово им было записывать диск, Мэйнард расценила как признак разлада между артистками. Однако какими бы ни были отношения певиц по жизни, в студии они, согласно журналистке, сочетаются изумительно, создавая не просто скопление трёх голосов, а отдельный самобытный голос.
Назвав совместное пение исполнительниц «магией», критик Брайан Мэнсфилд из USA Today, подчеркнул, что альбом лишь иногда демонстрирует несравненную простоту традиционной аппалачской музыки, свойственную первому Trio, однако находит ей эквивалент в «горьковато-сладком великолепии» таких вещей как «High Sierra» и «When We’re Gone, Long Gone». По мнению обозревателей издания Entertainment Weekly, поравняться с оригинальной пластинкой, которая является одним из лучших альбомов конца 1980-х годов, не простая задача, и Trio II справляется с ней на 75 %. Однако даже не дотягивая до «отполированного как фамильная реликвия» первого Trio, диск, по оценке редакторов, всё равно очень хорош, подобно предшественнику петляя между олд-тайм-кантри, гладкими поп-кантри-балладами и ладно скроенным арт-попом. Издания People, Billboard и Time положительно оценили альбом, без каких-либо критических замечаний .
В свою очередь кантри-музыковед Билл Малоун в 2018 году констатировал, что вокальные коллаборации Харрис, Ронстадт и Партон в альбомах Trio и Trio II по-прежнему остаются «одними из превосходнейших моментов, запечатлённых на записи в современной музыке кантри».

## Награды и номинации
Сам альбом Trio II номинировался на ряд кантри-наград в рамках премий «Грэмми» и CMA Awards, но ни одной не получил. В то же время сингл «After the Gold Rush» завоевал «Грэмми» за «Лучшее совместное вокальное кантри-исполнение», а также номинировался как «Вокальное событие года» на ACM Awards.
Премия «Грэмми»
Награда Национальной академии искусства и науки звукозаписи.
| Год  | Работа                | Категория                                       | Итог      | Прим.  |
| ---- | --------------------- | ----------------------------------------------- | --------- | ------ |
| 2000 | Trio II               | «Лучший кантри-альбом»                          | Номинация | [ 47 ] |
| 2000 | «After the Gold Rush» | «Лучшее совместное вокальное кантри-исполнение» | Победа    | [ 23 ] |

CMA Awards
Награда Ассоциации музыки кантри.
| Год  | Работа  | Категория                | Итог      | Прим.  |
| ---- | ------- | ------------------------ | --------- | ------ |
| 1999 | Trio II | «Вокальное событие года» | Номинация | [ 48 ] |

ACM Awards
Награда Академии музыки кантри.
| Год  | Работа                | Категория                | Итог      | Прим.  |
| ---- | --------------------- | ------------------------ | --------- | ------ |
| 1999 | «After the Gold Rush» | «Вокальное событие года» | Номинация | [ 49 ] |

Голливудская «Аллея славы»
В июне 2018 года Голливудская торговая палата объявила, что трио Партон, Ронстадт и Харрис присуждена звезда на Голливудской «Аллее славы». Тем не менее, согласно правилам почести, для открытия звезды лауреаты в течение двух лет с момента их оглашения должны сами назначить дату проведения торжественной церемонии. Однако троица необходимой инициативы не проявила, и по состоянию на 2024 год звезда на аллее так и не установлена.
| Год  | Категория                                   | Итог      | Прим.  |
| ---- | ------------------------------------------- | --------- | ------ |
| 2018 | Совместная звезда Партон, Ронстадт и Харрис | Номинация | [ 50 ] |

## Чарты и сертификации
Альбом
| Чарт (1999)                      | Высшая позиция | Прим.  |
| -------------------------------- | -------------- | ------ |
| Канада, RPM (Country Albums)     | 4              | [ 52 ] |
| США, (Top Country Albums)        | 4              | [ 53 ] |
| США, (Billboard 200)             | 62             | [ 54 ] |
| Нидерланды (Dutch Album Top 100) | 69             | [ 55 ] |
| Австралия (ARIA Albums Chart)    | 66             | [ 56 ] |

| Регион                                             | Сертификация | Продажи        | Прим.  |
| -------------------------------------------------- | ------------ | -------------- | ------ |
| США (RIAA)                                         | золотой      | свыше 500 000* | [ 27 ] |
| *Данные о продажах основаны только на сертификации |              |                |        |

Сингл
| Год                 | Название      |     | Позиции в чартах | Позиции в чартах | Позиции в чартах | Позиции в чартах |
| Год                 | Название      | США | США Кантри       | США AAA          | США AC           | КАН Кантри       |
| ------------------- | ------------- | --- | ---------------- | ---------------- | ---------------- | ---------------- |
| 1999                | «High Sierra» | —   | —                | —                | —                | 90               |
| «—» не попал в чарт |               |     |                  |                  |                  |                  |

## Трек-лист
| №   | Название                       | Автор(ы)                                  | Основной вокал | Длительность |
| --- | ------------------------------ | ----------------------------------------- | -------------- | ------------ |
| 1.  | «Lover's Return»               | Эй Пи Картер, Мейбелл Картер, Сара Картер | Ронстадт       | 4:00         |
| 2.  | «High Sierra»                  | Харли Аллен                               | Ронстадт       | 4:21         |
| 3.  | «Do I Ever Cross Your Mind»    | Долли Партон                              | Харрис         | 3:16         |
| 4.  | «After the Gold Rush»          | Нил Янг                                   | Партон         | 3:31         |
| 5.  | «The Blue Train»               | Дженнифер Кимбалл, Том Киммел             | Ронстадт       | 4:57         |
| 6.  | «I Feel the Blues Movin' In»   | Дел Маккури                               | Партон         | 4:31         |
| 7.  | «You'll Never Be the Sun»      | Дона Лонг                                 | Харрис         | 4:43         |
| 8.  | «He Rode All the Way to Texas» | Джон Старлинг                             | Партон         | 3:07         |
| 9.  | «Feels Like Home»              | Рэнди Ньюман                              | Ронстадт       | 4:47         |
| 10. | «When We're Gone, Long Gone»   | Киаран Кейн, Джейми О'Хара                | Харрис         | 4:00         |

## Персонал
Музыканты
- Струнные — Дэвид Кэмпбелл (треки: 4, 7, 9)
- Аранжировка струнных — Линда Ронстадт (4)
- Акустическое фортепиано — Робби Бьюкенен (4, 8, 9)
- Родес — Робби Бьюкенен (5)
- B3-синтезатор — Робби Бьюкенен (9)
- Helen Voices — Робби Бьюкенен (4, 5)
- Синтезаторы — Робби Бьюкенен (4)
- Акустическая гитара — Марк Касстивенс (1, 2, 3, 5—9), Карл Джексон (1, 2, 3, 6, 10), Дин Паркс (7, 8), Джон Старлинг (10)
- Электрогитара — Дин Паркс (5, 8, 9)
- Мандолина — Дин Паркс (9), Дэвид Грисман (1, 2, 3, 6, 8, 9, 10)
- Автоарфа — Дэвид Линдли (1)
- Стил-гитара — Бен Кит (5)
- Бас — Рой Хаски-младший (1, 6), Лиланд Склар (5, 8, 9)
- Акустический бас — Рой Хаски-младший (2, 3, 10), Эдгар Мейер (7)
- Ударные — Ларри Атаманюк (3), Джим Келтнер (5, 6, 8, 9, 10)
- Road Case — Джим Келтнер (1)
- Фиддл — Элисон Краусс (2, 3, 6, 10)
- Стеклянная гармоника — Деннис Джеймс (4)

Продакшн
- Продюсирование — Джордж Массенберг
- Ассоциированный продюсер — Джон Старлинг
- Ассистенты продюсеров — Гейл Росман и Джанет Старк
- Звукозапись — Джордж Массенберг и Натаниэль Канкел
- Ассистент — Кевин Скотт
- Микширование — Джордж Массенберг и Линда Ронстадт
- Мастеринг — Даг Сакс
- Архивариус — Джон Бренес
- Арт-дирекшн и дизайн — Кош и Лин Брэдли
- Арт-администрирование — Майкл Хеджвуд